# توماس يغر
توماس يغر (بالألمانية: Thomas Jäger)‏ هو سائق سباق نمساوي، ولد في 16 أغسطس 1994 في فيينا في النمسا.

## وصلات خارجية
- توماس جاغر على موقع DriverDB.com (الإنجليزية)